# Gianfranco Matteoli
Gianfranco Matteoli, né à Nuoro le 21 avril 1959, est un footballeur et entraîneur de football italien. Il travaille en tant que recruteur pour l'Inter Milan.

## Biographie

### Jeunesse
Il naît à Nuoro et grandit à Ovodda. Il fait ses premiers pas dans l'équipe de l'oratoire local "Sacro Cuore" du village de Barbagia di Ollolai. En 1975, à l'âge de 15 ans, il participe à des sélections de jeunes organisées par le Cagliari Calcio mais n'est pas retenu. Après avoir été repéré par le recruteur de Cômes Calcio, Mino Favini, il signe à Cantù, club-satellite du Como Calcio. Le club fournit en échange à l'oratoire d'Ovodda deux jeux de maillots, trente ballons, dix paires de chaussures et seize sacs.

### Joueur

#### En club
En 1975-76, il joue principalement avec l'équipe de jeunes de Cantù et fait quelques apparitions avec l'équipe première, évoluant à l'époque en Serie D.
L'année suivante, il entre dans l'équipe U21 du Como Calcio, entraîné par Narciso Pezzotti et joue quelques matchs en équipe première qui évolue en deuxième division. Il est ensuite prêté à différents clubs italiens, "pour acquérir de l'expérience" : Giulianova, Osimana et enfin l'Associazione Calcio Reggiana, où il joue deux saisons en tant que titulaire.
Matteoli revient à Côme à l'été 1982 et après deux saisons en Serie B, le club monte en Serie A. Ses débuts en Serie A ont eu lieu le 16 septembre 1984 lors du match Cômes-Juventus (0-0). Distingué comme l'un des meilleurs milieux de terrain offensifs de la saison en 1985, il signe à la Sampdoria. Il joue ensuite une saison pour Gênes, avant de signer à l'Inter pour 4,8 milliards de lires sous les ordres de Giovanni Trapattoni. Il contribue alors aux excellentes performances de l'équipe qui remporte le scudetto des records en 1989. Le 27 novembre 1988, il marque contre Cesena après 9 secondes et 9 dixièmes, réalisant ce qui, jusqu'au 10 janvier 1993, sera le but le plus rapide de l'histoire de la Serie A. Matteoli remporte également la Super Coupe d'Italie sous le maillot des Nerazzurri en 1989.
En 1990, il retourne dans son pays natal et porte le maillot de Cagliari qui, après de nombreuses années d'absence des compétitions européennes, parvient à se qualifier pour la Coupe UEFA. L'équipe atteint la demi-finale de la Coupe UEFA, éliminée par l'Inter qui a ensuite remporté le tournoi. Lors de la saison 1994-95, Matteoli joue à Pérouse en Serie B pour sa dernière saison en tant que joueur.

#### En équipe nationale
Entre 1984 et 1986, il joue 14 matchs avec l'équipe dItalie des moins de 21 ans, participant au Championnat d'Europe espoirs de 1986.
Il fait ses débuts en équipe nationale senior à l'âge de 27 ans, le 6 décembre 1986, lors d'un match contre Malte comptant pour les éliminatoires du Championnat d'Europe de 1988. Il joue ensuite deux autres matches de qualification et trois matches amicaux, pour un total de 6 apparitions en équipe nationale.

### Entraîneur et dirigeant
À partir de 1999, il est directeur technique du centre de formation du Cagliari Calcio. il est alors porteur d'un projet de renouvellement de la politique de formation, favorisant les garçons de l'île plutôt que les jeunes prometteurs de grands clubs.
Le 15 octobre 2001, il devient entraîneur de Cagliari en duo avec Giulio Nuciari, en remplacement d'Antonio Sala. Le 18 décembre, après une série de mauvais résultats, ils sont destitués et remplacés Nedo Sonetti, de sorte que Matteoli reprend rapidement le rôle au centre de formation. Le 29 décembre 2005, il est promu directeur sportif.
Le 21 mai 2013, il reçoit le prix "Maestrelli" pour son travail au centre de formation de Cagliari.
Le 26 mai 2015, le club annonce que Mario Beretta remplacerait Matteoli à partir du 1er juillet.
Le 1er novembre 2015, il rejoint le staff technique de Côme 1907, devenant adjoint du nouvel entraîneur du club, Gianluca Festa. L'expérience se termine au mois de mars suivant.
Le 4 juillet 2016, il est nommé recruteur de l'Inter.

## Caractéristiques techniques
Milieu offensif, lors de la saison 1988-1989, il a été utilisé dans le rôle de meneur de jeu par l'entraîneur de l'Inter Giovanni Trapattoni, s'adaptant avec succès à la nouvelle position tactique,.

## Palmarès et record
Matteoli est champion d'Italie en 1988-1989 et vainqueur de la Supercoupe d'Italie 1989 avec l'Inter. Il est champion de Serie C1 avec le Como Calcio en 1979 puis avec l'Associazione Calcio Reggiana en 1981. Il détient le record du but le plus rapide en Serie A pendant cinq ans, après avoir marqué, le 27 novembre 1988 lors d'un match contre Cesena, un but 9 secondes et 9 dixièmes après le début du match.

## Distinctions
Il a été nommé dans le Hall of Fame du Cagliari Calcio.